# Kravebjørn
Kravebjørnen (Ursus thibetanus), der også kaldes himalayabjørnen, lever primært i de våde skove i det sydlige Asien, inklusive Pakistan, Afghanistan, Indien og Kina, og også længere mod nord i Rusland, Korea, Japan og på Taiwan. Arten indeholder 7 til 8 underarter. 
Kravebjørnen ligner den amerikanske sortbjørn med sin sorte farve, runde hoved og store ører som sidder langt fra hinanden. Hannen og hunnen er væsentlig forskellige i størrelse. Hannen vejer fra 50-115 kilogram og hunnen vejer 65-90 kilogram. Kravebjørnen har korte kløer på 4-5 centimeter, men kan alligevel godt klatre i træer. Den har en tyk manke af pels, som ligner læbebjørnens. Dens bryst er markeret med et halvmåneformet område af cremefarvet pels, og den samme farve kan ses omkring dens læber og kind.
Kravebjørnen spiser mest kød, men også termitter, biller, larver, honning, frugt, nødder, græs, bær og krydderurter står på menuen. Når fødekilderne er mangelfulde, som i Japan, er bjørnen planteædende. Jagten foregår primært om natten.
Bjørnen er en god svømmer. 
Af naturlige fjender har bjørnen tigre, ulve og mennesket.